# L'Ironie du sort (film, 1975)
Pour les articles homonymes, voir L'Ironie du sort.
Série
L'Ironie du sort, la suite
(2007)
Pour plus de détails, voir Fiche technique et Distribution.
L'Ironie du sort (en russe : Ирония судьбы, или С лёгким паром!, Ironia soudby, ili S liogkim parom!) est un film soviétique d'Eldar Riazanov en deux parties, tourné en 1975, et diffusé à la télévision pour la première fois le 1er janvier 1976. Ce vaudeville connut aussitôt un très grand succès (cent millions de téléspectateurs à la première diffusion), et a reçu le Prix d'État de l'URSS en 1977. À partir des années 2000, où le film commence à être massivement rediffusé chaque année à la télévision le 31 décembre, il acquiert le statut de comédie culte,,,, l'équivalent de La vie est belle de Frank Capra aux États-Unis ou de Le père Noël est une ordure en France.
Une suite à grand budget de ce film est sortie le 21 décembre 2007, L'Ironie du sort, la suite (en russe : Ирония судьбы. Продолжение) réalisé non pas par Riazanov, mais par Timour Bekmambetov. Elle se déroule dans la Russie contemporaine.

## Histoire
Le film est l'adaptation à l'écran d'une pièce d'Émile Braguinski et d'Eldar Riazanov (С лёгким паром! или Однажды в новогоднюю ночь… littéralement : "Que la vapeur te soit légère, ou un jour, à la nuit du nouvel an...") (d'où provient la deuxième partie du nom du film). La pièce, écrite en 1969, fut jouée dans plusieurs théâtres dans toute l'URSS, peu avant que le film ne connaisse le succès. La pièce et le film ont le même sujet.

## Synopsis
Le film débute par un court film d'animation satirique traitant de la standardisation excessive de l'habitat soviétique, en montrant des immeubles ou maisons qui se ressemblent tous, et qui se sont développés dans de nombreuses villes du pays (l'auteur du film d'animation est Vitaliy Peskov).
Après le générique, l'idée du film est prolongée par les méditations ironiques de Pavlik qui traverse en autobus des quartiers où poussent ces nouvelles constructions moscovites, afin de se rendre chez son ami, Evgueni Mikhaïlovitch Loukachine (Jenia), et pour aller ensemble aux bains publics, selon une coutume annuelle au sein de leur cercle d'amis.
Pendant ce temps, le protagoniste, Jenia, 36 ans, chirurgien, s'apprête à fêter la veille du Nouvel An avec sa fiancée Galia dans son nouvel appartement, situé au numéro 3 de la rue des Bâtisseurs, immeuble 25, appartement 12, où sa mère et lui ont emménagé la veille. Sous la pression de Galia, Jenia, qui est un célibataire endurci, s'est résolu à faire sa demande en mariage, justement cette nuit du Nouvel An. Voulant justifier son indécision après deux ans de connaissance, il lui avoue qu'il a déjà par le passé entrepris de se marier, avant de reculer et de s'enfuir pour Léningrad.
Avant de fêter le Nouvel An, Jenia, ne dérogeant pas à la tradition, se rend avec trois amis (Pavlik, Sachka et Michka) au bania. Les trois amis boivent beaucoup, notamment en l'honneur des futures noces de Jenia. Avant de se séparer, ils vont à l'aéroport, d'où l'un d'eux, Pavlik, doit se rendre à Léningrad. Mais au moment de monter dans l'avion, Sachka et Michka, qui sont éméchés, installent par erreur dans l'avion, à la place de Pavlik, Jenia, à demi-endormi.
En se réveillant à l'aéroport de Poulkovo, Jenia, totalement ivre, ne se rend compte de rien et est persuadé d'être à Moscou. Il appelle un taxi et donne au chauffeur son adresse moscovite. Or, à Léningrad, cette adresse conduit à un immeuble identique au sien à Moscou. Même sa clé, d'un modèle soviétique standard, fonctionne.
En entrant dans l'appartement, Jenia ne remarque rien d'inhabituel : il y a exactement les mêmes meubles que chez lui, et le même désordre qui suit un emménagement. Épuisé par une longue journée et par l'alcool, il s'endort.
Mais quelque temps après, l'habitante de l'appartement revient : il s'agit de Nadejda Vassilievna Cheveliova (Nadia), 34 ans, professeur de russe et de littérature. Elle se prépare à fêter le Nouvel An avec son fiancé Hippolyte (joué par Youri Yakovlev), qui doit arriver bientôt. Elle découvre avec horreur un inconnu assoupi, essaie de le réveiller et de le congédier avant que ne revienne Hippolyte.
Le quiproquo se poursuit. Jenia résiste, persuadé qu'une étrangère est entrée par effraction dans son appartement. Finalement, tout s'éclaire. En revanche, Hippolyte débarque et fait une scène de jalousie. Jenia s'habille à la hâte et s'en va avant de se rendre compte qu'il n'a pas d'argent pour s'acheter un billet pour Moscou. Il retourne chez Nadia et Hippolyte pour leur demander de l'aide, ce que Nadia accepte, déclenchant un nouvel accès de jalousie chez Hippolyte, qui part furieux malgré les tentatives de Jenia de le retenir. Jenia revient à l'appartement, en s'excusant. Nadia autorise Jenia à rester, pour qu'il puisse appeler Galia et lui expliquer ce qui s'est passé. Mais celle-ci ne veut même pas l'écouter.
Obligés de rester ensemble dans cet appartement, les deux personnages apprennent peu à peu à se connaître et s'apprécier...

## Fiche technique
- Titre français : L'Ironie du sort
- Titre original : Ирония судьбы, или С лёгким паром!
- Réalisation : Eldar Riazanov, Igor Petrov
- Scénario : Émile Braguinski 
Eldar Riazanov
- Photographie : Vladimir Nakhabtsev
- Musique : Mikaël Tariverdiev
- Société de production : Mosfilm
- Pays de production :  Union soviétique
- Langue : russe
- Genre : Comédie romantique
- Durée : 184 minutes
- Date de sortie :
  - Union soviétique : 1er janvier 1976

## Distribution
- Andreï Miagkov : Jenia Loukachine
- Barbara Brylska : Nadia Cheveleva
- Youri Yakovlev : Hippolyte, fiancé de Nadia
- Lioubov Dobrjanskaïa : Marina Loukachina, mère de Jenia
- Olga Naoumenko (ru) : Galia, fiancée de Jenia
- Alexandre Schirwindt : Pavel, ami de Jenia
- Gueorgui Bourkov : Micha, ami de Jenia
- Alexandre Beliavski : Sacha, ami de Jenia
- Lia Akhedjakova : Tania, amie et collègue de Nadia
- Valentina Talyzina : Valia, amie et collègue de Nadia
- Lioubov Sokolova : Olga Cheveleva, mère de Nadia
- Gotlieb Roninson (ru) : passager de Krasnoïarsk à l’aéroport de Moscou

## Accueil critique

### Notations
- Sens critique : 7,4 (sur 10)
- IMDB : 7 (sur 10)

## Analyse
À partir de L'Ironie du sort, commence dans l'œuvre de Riazanov une ère de films qui, associant comique et sérieux, se rapprochent du mélodrame, et même de la tragicomédie (le précurseur de cette période, selon le réalisateur, est Attention, automobile).